# Angelo Borbonese
Gaetano Angelo Borbonese, barone dal 1842 (Torino, 1º agosto 1802 – Torino, 18 giugno 1871) è stato un nobile italiano, sindaco di Torino nel 1842-1843.

## Biografia
Dottore in legge, divenne decurione di Torino dal 1826 e fu sindaco di seconda classe nel 1842-1843, con Antonio Nomis di Pollone. Sposò Giuseppa Riccati, dalla quale ebbe tre figlie, Adele, Camilla e Virginia. Fu nominato barone nel 1842, in occasione del matrimonio di Vittorio Emanuele II e Maria Adelaide d'Austria. Fu nominato ufficiale dell'ordine Mauriziano nel 1864.